# Meisje met een brede hoed
Meisje met een brede hoed is een schilderij van de Hollandse kunstschilder Caesar van Everdingen uit circa 1645 - circa 1650, olieverf op linnen en 92,2 × 81,7 centimeter groot. Het toont een jonge vrouw met een exotische, breedgerande zonnehoed, een schouder ontbloot en afgebeeld als halffiguur dat een mandje met pruimen vasthoudt, in Hollands classicistische stijl. De erotische betekenis is overduidelijk. Het werk is sinds 2009 in het bezit van het Rijksmuseum Amsterdam.

## Context
De architect en kunstschilder Jacob van Campen liet Van Everdingen kennis maken met de klassieke kunst uit Italië. Dit zou zijn wijze van schilderen sterk beïnvloeden. Hij werkte in een strakke, gladde stijl (penseelstreken zijn nauwelijks te zien), in een ongewoon helder kleurenpalet, waar andere schilders in die tijd vaak voor donkerte kozen. Ook zijn Meisje met een brede hoed is sterk gestileerd. Ze draagt een wit satijnen kleed met gedrapeerde vouwen die doen denken aan die van antieke Romeinse beelden. Het geheel straalt rust en harmonie uit.
Mogelijk betreft het een zomerse pendant van zijn Allegorie van de winter, geschilderd in dezelfde periode en in vergelijkende afmetingen. Dat is echter allerminst zeker, omdat er geen vergelijkende schilderijen van hem bekend zijn die de herfst of de lente voorstellen. Mogelijk is de jonge vrouw, een werkvrouw met een Hollands uiterlijk, iemand uit zijn directe omgeving. Van Everdingen schilderde veel allegorieën. Het is daarom zeker niet uitgesloten dat het Meisje met een brede hoed een symbolische of allegorische betekenis heeft, maar misschien geeft ze alleen de nieuwe mode weer van decoratieve en kleurrijke voorwerpen uit de Nieuwe Wereld. Kunsthistoricus Albert Blankert, een expert op het gebied van zeventiende-eeuwse schilderijen en Hollands classicisme, suggereert dat de vrouw mogelijk Helena van Oosthoorn is, de echtgenote van Van Everdingen en met wie hij in 1646 huwde. Volgens Blankert zou het schilderij een verbeelding kunnen zijn van liefdesvuur en meent hij dat het daarom omstreeks Van Everdingens trouwjaar gemaakt zou kunnen zijn. Meisje met een brede hoed lijkt hij vooral geschilderd te hebben voor zijn eigen genoegen. Tot aan zijn dood hield hij het in elk geval in bezit en daarna ging het volgens de beschrijving van zijn nalatenschap over naar zijn weduwe. Vanaf die tijd zou het eeuwenlang uit zicht raken.

## Afbeelding
Meisje met een brede hoed toont een jonge, struise vrouw met een pronte uitstraling en een wat dikke nek. Ze is afgebeeld als halffiguur, staande in het centrum tegen een lichte, halfbewolkte hemel in helder zonlicht. Ze draagt een hoed met een buitengewoon brede rand, in strepen gevlochten uit oranje en witte stofstroken, welke het meisje een elegante en vrouwelijke uitstraling geeft. De grote hoed stelt haar gezicht voor de helft in de schaduw, tot net onder haar ogen, die naar buiten het schilderij kijken, maar de beschouwer zelf niet aankijken. De sjerp die ze draagt is lichtoranje van kleur.
Van Everdingen beeldt zijn hoedenmeisje verleidelijk en apert sensueel af. De omtrek van haar linkertepel is duidelijk zichtbaar op de satijnen stof. Een loshangend rosé lint van de hoed ligt subtiel op haar schouder. Met haar linkerhand reikt ze een mandje pruimen aan, ook in die tijd al symbool voor lust en seksualiteit. De door de hoed beschaduwde ogen van de jonge vrouw zijn sluiks gericht op de kijker. Het schilderij was bedoeld om hoog aan een muur te hangen, op een schoorsteenmantel of boven een deur.
Opvallend is de voor de zeventiende eeuw ongewoon zomerse lichtheid van het schilderij. De schaduw van haar hoed doet een warme dag vermoeden. Bijzonder zijn ook de exotische elementen: de hoed werd indertijd gedragen door zigeuners en kwam oorspronkelijk uit Egypte. Vanwege de link met dit land komt een dergelijk hoofddeksel bij andere kunstenaars veelvuldig terug in schilderijen met Bijbelse voorstellingen. Het vruchtenmandje zou uit Brazilië kunnen komen, maar eenzelfde soort manden werd ook in West-Afrika gevlochten. Rond 1645-1650, toen Van Everdingen dit werk maakte, waren dit soort exotische attributen in de mode. De wereld werd net ontdekt en alles uit verre landen was bijzonder. Ook op andere schilderijen uit die tijd kwamen vergelijkbare voorwerpen voor. Twee van dezelfde soort mandjes zijn te zien op Van Everdingens Allegorie van de geboorte van Frederick Hendrick in de Oranjezaal van Huis ten Bosch.
De schildering van het wit satijnen kleed loopt als enig onderdeel van het schilderij door tot de rand van het doek. De rest van de afbeelding eindigt eerder en past nog maar net in de lijst.

## Schildertechniek
De eerste grondlaag bevat rode oker, loodwit, zwart en andere natuurlijke pigmenten. Deze laag was net dik genoeg om de oneffenheden in het canvas weg te werken. De tweede grondlaag bestaat uit blauwachtig grijs, opnieuw zwart en loodwit, evenals rode en gele oker.
Van Everdingen bracht vervolgens heel precies de contouren van zijn compositie aan. Daarna hoefde hij in feite alleen nog maar zijn schilderij in te kleuren. Het kleed van de vrouw schilderde hij eerst in zijn geheel met een basiskleur. Vervolgens werden de schaduwen aangebracht. Voor de lichtere delen werd loodwit gebruikt, evenals de al genoemde basiskleur, lichter wit en hier en daar werd de witte pigment wat aangedikt. Daarna werd de onderschildering aangebracht, in de tijd van Van Everdingen doodverf geheten. Voor de lucht gebruikte hij hiervoor een grijskleurige mix van carbon black (Van Everdingen noemde het nog zwartsel), loodwit, een kleine hoeveelheid vermalen umber, ook bergbruin genoemd, en een beetje rode oker. De toplaag bestaat uit een mix van smalt en loodwit, inclusief een kleine toevoeging van blauw azuriet. Vanwege het gebruik van smalt, gemaakt van tot poeder vermalen splinters glas, zijn met een microscoop op het schilderij nog steeds volop blauwe en kleurloze glassplinters waar te nemen. Terwijl Van Everdingen schilderde, week hij af van de contouren die hij eerder getekend had. Zo is de bomenpartij lager dan eerder de bedoeling was. Ook de vrouwenfiguur werd iets anders weergegeven. Zo werd de rechterarm iets breder.
Bijna lijkt het of het gewaad van binnenuit verlicht wordt. Van Everdingen creëerde dit effect deels met subtiele kleurverschillen. De lichtinval op de kleding is overigens niet realistisch. Soms is een vouw lichter van kleur dan eromheen, terwijl hij volgens de logica donkerder had moeten zijn. De markante lichtinval op het kleed werd ook gecreëerd door deels heel losjes ondoorzichtige verf aan te brengen, maar door het doek met de kwast amper te beroeren bleven delen van de grijze onderlaag met opzet zichtbaar. Dat is bijvoorbeeld te zien in de vouwen op de kleding van de rechterarm. De donkerste schaduwen van het kleed en die van de hoed werden als laatste geschilderd. Van Everdingen schilderde het kleed doorgaans in nat-in-nat met enkele subtiele overgangen in clair-obscur en kleur.
Bij het aanbrengen van de bovenste verflaag werden eerst de vrouwenfiguur, de hoed en de linten geschilderd. Dat is omgekeerd aan de indertijd gebruikelijke methode, waarbij eerst de achtergrond werd ingeschilderd. Het voordeel is dat het dan gemakkelijker is om de voorgrond te schilderen zonder dat de achtergrondkleuren die van de voorgrond overlappen. Van Everdingen loste dit probleem op door na het toevoegen van de achtergrond de contouren van de vrouw iets breder te maken.

## Toeschrijving
Het schilderij is ongesigneerd, maar wordt toegeschreven aan Van Everdingen, mede wegens een vermelding in een inventaris die na zijn overlijden op 13 oktober 1678 werd opgemaakt. Daarin komt onder nummer vijftien de omschrijving voor van 'Een vrouw trooni CVE'. Is dit nog vaag, in een extract dat naar hetzelfde inventarisnummer verwijst, wordt als detail vermeld dat de vrouw een grote, brede hoed draagt van geweven materiaal. Letterlijk staat er: '15 Een trooni CVE no 15 met een groote Bree hoet op van gevlogten tuijg'. Het was Paul Huys Janssen, een expert van Van Everdingens werk, die het in 2009 herkende als een Van Everdingen. Op verzoek van veilinghuis Sotheby's had hij het schilderij aan een nader onderzoek onderworpen.

## Aankoop Rijksmuseum
Op 9 december 2009 werd het als een Van Everdingen, met als titel Meisje dat een mand met pruimen vasthoudt, ter verkoop aangeboden bij Sotheby's in Londen. Tot dan was er nog nooit over gepubliceerd, los van de inventarisvermelding. Het kwam uit een Weense privéverzameling en de eigenaar wenste anoniem te blijven. Het veilinghuis schatte de verkoopwaarde op 50.000 tot 70.000 Britse pond, maar het eindbod bedroeg 1 miljoen Britse pond, exclusief de 161.250 Britse pond koopkosten. Het Rijksmuseum in Amsterdam werd de nieuwe eigenaar. Het gehele bedrag werd betaald door de BankGiro Loterij, die omgerekend 1.332.761 euro neerlegde. In 1678 werd het nog getaxeerd op een bedrag van slechts twaalf gulden.

## Restauratie door Rijksmuseum

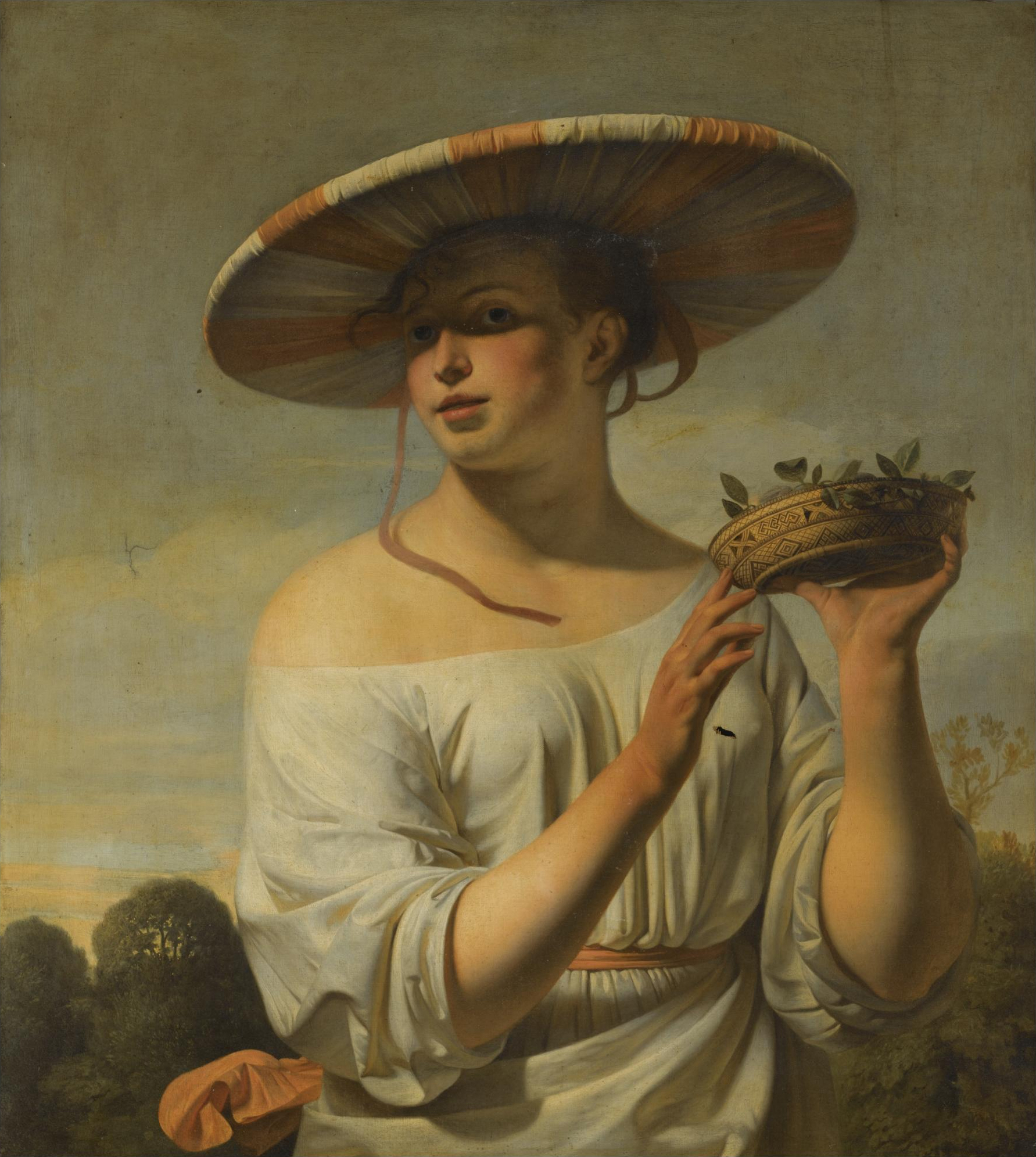
Meisje met een brede hoed in 2009, zoals het door veilinghuis Sotheby's te koop werd aangeboden. Het gat op de linkerborst is duidelijk te zien.

Bij de aankoop door het Rijksmuseum verkeerde het werk in redelijk goede conditie. Wel zat er een gat waar de linkerborst zich bevindt, een gerestaureerde scheur in de lucht, deformaties in de hoeken van het doek en het geheel was bedekt met een lastig te verwijderen erg gelige vernislaag. Door verzeping was de bovenste verflaag van het kleed transparanter geworden, waardoor de onderlaag hier en daar zichtbaar werd. Dit werd op bescheiden schaal en op omkeerbare wijze geretoucheerd. Er waren al diverse keren restauraties aan het schilderij uitgevoerd. Volgens restaurator Sarah Walden, die het schilderij voor Sotheby's op mankementen nakeek, was de laatste restauratie minstens een eeuw geleden.
De lucht boven in het schilderij bleef na het verwijderen van het vernis donkere plekken behouden. Een van de oorzaken is dat olieverf in de loop der eeuwen dunner wordt en Van Everdingen had zijn verf al heel dun aangebracht. Gelige plekken werden vermoedelijk veroorzaakt door een ontstane chemische reactie van smalt met de olie die als bindmiddel gebruikt werd, een gevolg van het gegeven dat de smalt die Van Everdingen gebruikte grote hoeveelheden potas bevat.
De restauratie nam meer dan een jaar in beslag en was in handen van het restauratie-atelier van het Rijksmuseum. De werkzaamheden werden uitgevoerd door Erika Smeenk-Metz en Manja Zeldenrust, waarbij de zonnige kleuren sterk werden opgehaald, doch de lucht kon niet meer worden teruggebracht tot in de oorspronkelijke staat. De restauratiekosten van 20.000 euro werden gedoneerd door het pas opgerichte Irma Theodora Fonds, dat hiermee zijn eerste schenking deed.
De lijst werd bij de restauratie vervangen door een exemplaar dat al eigendom was van het Rijksmuseum en uit 1639 dateert. Deze moest worden ingekort en passend worden gemaakt.

## Naamgeving
Op 21 juni 2011, ter gelegenheid van het begin van de zomer, werd het portret voor het eerst getoond aan de bezoekers van het Rijksmuseum. Het droeg toen als werktitel de naam Meisje met brede hoed, maar aansluitend werd een publieksprijsvraag uitgeschreven om het een definitieve naam te geven. Uit 12.500 inzendingen werd op 7 september 2011 Augusta gekozen, vanwege de verwijzing naar de maand augustus waarin de pruimen geoogst worden. Later liet het Rijksmuseum die naam weer los en maakte er Meisje met een brede hoed van, opnieuw in lijn met de aanduiding in Van Everdingens nalatenschap.

## Presentatie als topstuk
Het Rijksmuseum presenteerde Meisje met een brede hoed in 2011 als een nieuwe topattractie binnen haar collectie. Haar toenmalige hoofddirecteur Wim Pijbes noemde het de "nieuwe hostess" van het museum": "Omdat ze zo joyeux, speels en lichtvoetig is werpt ze een geheel nieuw licht op de Hollandse zeventiende-eeuwse schilderkunst die vooral bekend staat om zijn soberheid en eenvoud. In het nieuwe Rijksmuseum krijgt ze een prominente plek en ik ben er van overtuigd dat zij de lieveling van het publiek wordt." Gregor Weber, hoofd Beeldende Kunst van het Rijksmuseum, trekt zelfs een vergelijk met Johannes Vermeers Meisje met de parel: "Het duurt twee eeuwen voor een schilderij zo beroemd is als Het meisje met de parel. Maar dit meisje heeft het in zich. Ze heeft een geweldige uitstraling."

## Tentoonstellingen
- Vleiend penseel. Caesar van Everdingen (1616/1617-1678), 24 september 2016 tot en met 22 januari 2017, Stedelijk Museum Alkmaar
- Caesar van Everdingen. Master Painter in the Age of Rembrandt, 16 februari 2017 - 14 mei 2017, Kunstmuseum Sinebrychoff, Helsinki

## Galerij

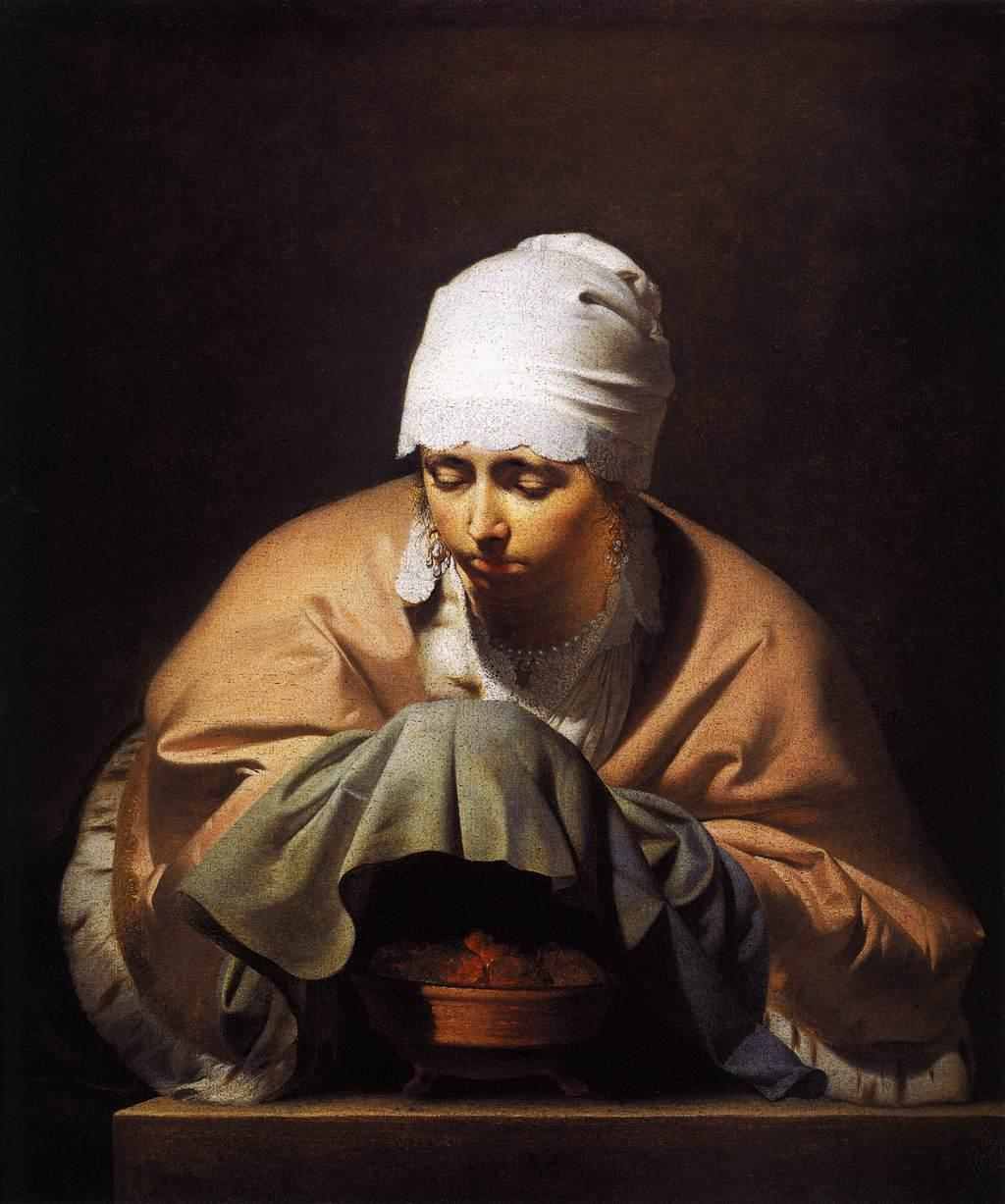
Van Everdingens Allegorie van de winter, mogelijke pendant van Meisje met een brede hoed.
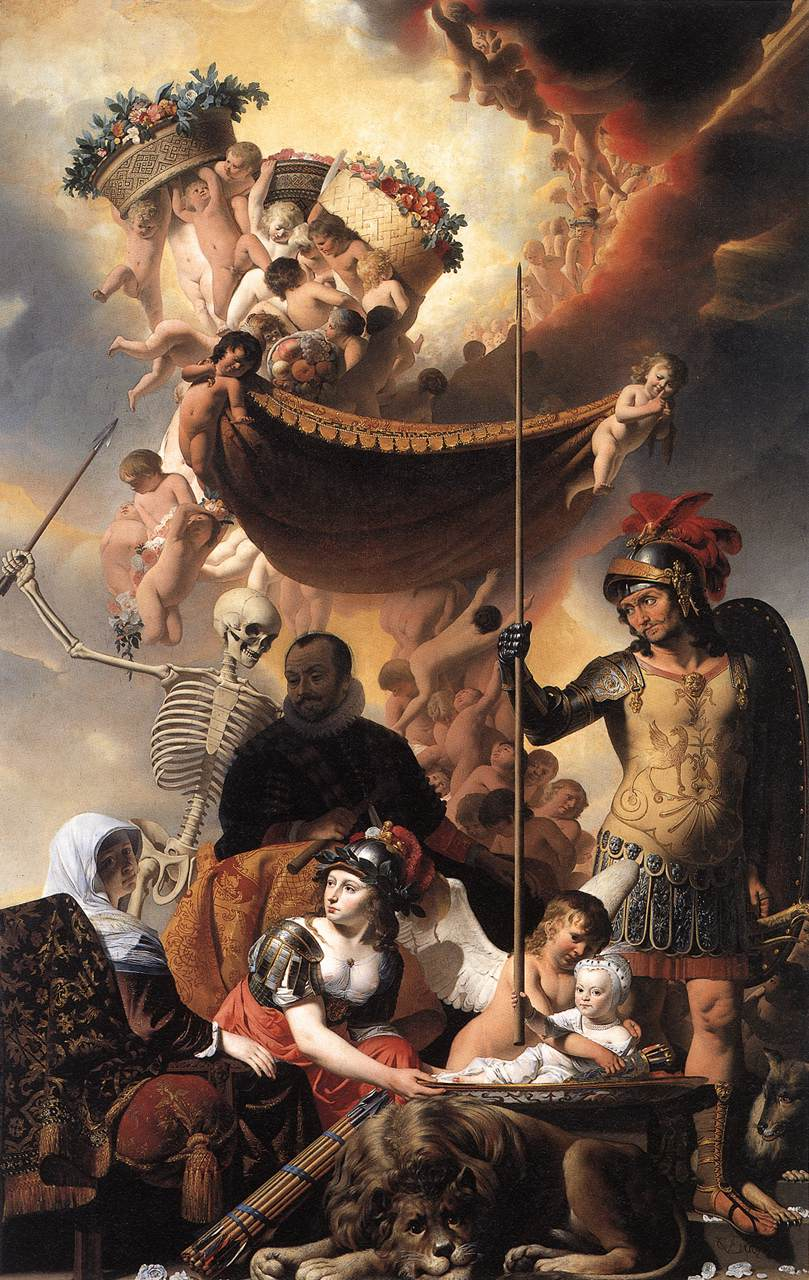
Van Everdingens Allegorie van de geboorte van Frederick Hendrick, in of na 1649, met linksboven twee van dezelfde soort mandjes.
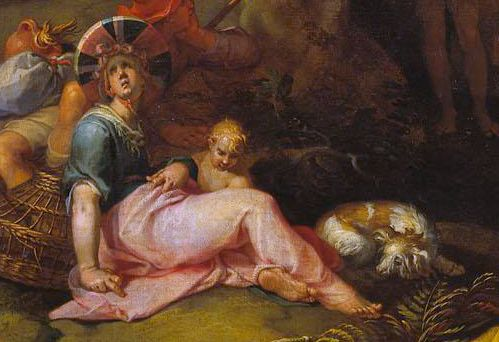
Detail van Prediking van Johannes de Doper van Abraham Bloemaert, 1590-1610, met een hoed die overeenkomsten vertoont met die op het schilderij Meisje met een brede hoed.
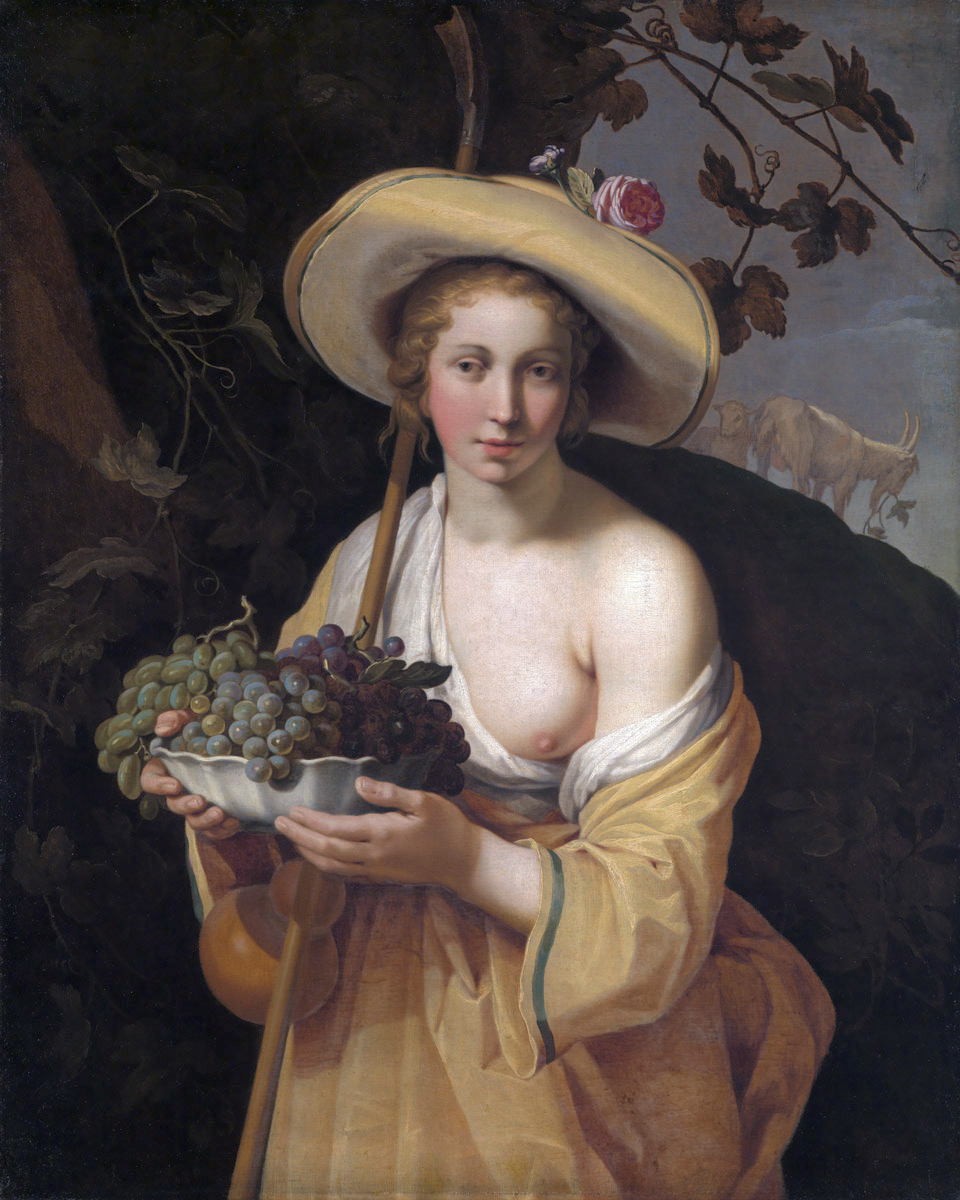
Herderin met schaal met druiven van Abraham Bloemaert, 1628, dat in opzet gelijkenissen heeft met Meisje met een brede hoed.